# Férfi 100 méteres síkfutás a 2017-es atlétikai világbajnokságon
A 2017-es atlétikai világbajnokságon a férfi 100 méteres síkfutás futamait augusztus 4-én és 5-én rendezték a londoni Olimpiai Stadionban.
Ez a verseny volt a jamaicai klasszis, Usain Bolt utolsó 100 méteres megmérettetése egyéniben, miután már korábban megerősítette, hogy a világbajnokság után visszavonul. Utolsó versenyét a jamaicai 4 × 100 méteres váltó tagjaként teljesíti majd. A futam nem úgy sikeredett számára, ahogyan azt tervezte, hiszen a tegui kizárása óta először kapott ki egy rangos verseny döntőjében. A győztes nagy ellenfele, Justin Gatlin lett, megelőzve az előfutamokon villogó Colemant, míg Bolt a harmadik helyen zárt.

## Rekordok
| Világrekord         | Világrekord | Világrekord  |
| Versenyző           | Idő         | Hely         |
| ------------------- | ----------- | ------------ |
| Usain Bolt (JAM)    | 9,58        | Berlin, 2009 |
| Világbajnoki rekord |             |              |
| Versenyző           | Idő         | Hely         |
| Usain Bolt (JAM)    | 9,58        | Berlin, 2009 |
| Címvédő             |             |              |
| Versenyző           | Idő         | Hely         |
| Usain Bolt (JAM)    | 9,79        | Peking, 2015 |

## Menetrend
| Futam      | Időpont             |
| ---------- | ------------------- |
| Selejtezők | augusztus 4., 20:00 |
| Előfutamok | augusztus 4., 21:20 |
| Elődöntők  | augusztus 5., 20:05 |
| Döntő      | augusztus 5., 22:45 |

## Eredmények
- WR – világrekord
- CR – világbajnoki rekord
- AR – kontinens rekord
- NR – országos rekord
- PB – egyéni rekord
- WL – az adott évben aktuálisan a világ legjobb eredménye
- SB – az adott évben aktuálisan az egyéni legjobb eredmény

### Selejtezők
| 1. selejtező | 1. selejtező           | 1. selejtező | 1. selejtező | 1. selejtező |
| Helyezés     | Versenyző              | Ország       | Idő          | Mj           |
| ------------ | ---------------------- | ------------ | ------------ | ------------ |
| 1.           | Emmanuel Matadi        | Libéria      | 10,27        | Q            |
| 2.           | Brendon Rodney         | Kanada       | 10,37        | Q            |
| 3.           | Mark Otieno Odhiambo   | Kenya        | 10,40        | Q            |
| 4.           | Phearath Nget          | Kambodzsa    | 10,99        | SB           |
| 5.           | Masbah Ahmmed          | Banglades    | 11,08        |              |
| 6.           | Mohamed Lamine Dansoko | Guinea       | 11,41        | SB           |
| 7.           | Dysard Dagego          | Nauru        | 11,60        |              |

| 2. selejtező | 2. selejtező      | 2. selejtező       | 2. selejtező | 2. selejtező |
| Helyezés     | Versenyző         | Ország             | Idő          | Mj           |
| ------------ | ----------------- | ------------------ | ------------ | ------------ |
| 1.           | Emre Zafer Barnes | Törökország        | 10,22        | Q            |
| 2.           | Chavaugh Walsh    | Antigua és Barbuda | 10,44        | Q            |
| 3.           | Hassan Saaid      | Maldív-szigetek    | 10,45        | Q            |
| 4.           | Dyland Sicobo     | Seychelle-szigetek | 11,01        |              |
| 5.           | Jeki Lanki        | Marshall-szigetek  | 11,91        | PB           |
| 6.           | Mobera Tonana     | Kiribati           | 11,91        | SB           |
| 7.           | Ielu Tamoa        | Tuvalu             | 12,12        | PB           |

| 3. selejtező | 3. selejtező            | 3. selejtező     | 3. selejtező | 3. selejtező |
| Helyezés     | Versenyző               | Ország           | Idő          | Mj           |
| ------------ | ----------------------- | ---------------- | ------------ | ------------ |
| 1.           | Ján Volko               | Szlovákia        | 10,15        | Q, NR        |
| 2.           | Mario Burke             | Barbados         | 10,23        | Q            |
| 3.           | Abdullah Akbar Mohammed | Szaúd-Arábia     | 10,23        | Q, SB        |
| 4.           | Rolando Palacios        | Honduras         | 10,73        |              |
| 5.           | Bui Ba Hanh             | Vietnám          | 10,76        | SB           |
| 6.           | Said Gilani             | Afganisztán      | 11,13        | PB           |
| 7.           | Paul Ma'unikeni         | Salamon-szigetek | 11,31        | PB           |

| 4. selejtező | 4. selejtező            | 4. selejtező                   | 4. selejtező | 4. selejtező |
| Helyezés     | Versenyző               | Ország                         | Idő          | Mj           |
| ------------ | ----------------------- | ------------------------------ | ------------ | ------------ |
| 1.           | Ramon Gittens           | Barbados                       | 10,25        | Q            |
| 2.           | Joseph Millar           | Új-Zéland                      | 10,29        | Q            |
| 3.           | Warren Fraser           | Bahama-szigetek                | 10,30        | Q            |
| 4.           | Ambdoul Karim Riffayn   | Comore-szigetek                | 10,59        | q            |
| 5.           | Jean Tarcicius Batambok | Kamerun                        | 10,71        | q, PB        |
| 6.           | Scott James Fiti        | Mikronéziai Szövetségi Államok | 11,23        | PB           |
| 7.           | Gwynn Uehara            | Palau                          | 11,47        | SB           |

### Előfutamok
| 1. előfutam | 1. előfutam             | 1. előfutam        | 1. előfutam | 1. előfutam |
| Helyezés    | Versenyző               | Ország             | Idő         | Mj          |
| ----------- | ----------------------- | ------------------ | ----------- | ----------- |
| 1.          | Christian Coleman       | Egyesült Államok   | 10,01       | Q           |
| 2.          | Jak Ali Harvey          | Törökország        | 10,13       | Q           |
| 3.          | Cejhae Greene           | Antigua és Barbuda | 10,21       | Q           |
| 4.          | Emmanuel Matadi         | Libéria            | 10,24       | q           |
| 5.          | Ramon Gittens           | Barbados           | 10,24       |             |
| 6.          | Julian Reus             | Németország        | 10,25       |             |
| 7.          | Senoj-Jay Givans        | Jamaica            | 10,30       |             |
| 8.          | Jean Tarcicius Batambok | Kambodzsa          | 10,75       |             |

| 2. előfutam | 2. előfutam            | 2. előfutam        | 2. előfutam | 2. előfutam |
| Helyezés    | Versenyző              | Ország             | Idő         | Mj          |
| ----------- | ---------------------- | ------------------ | ----------- | ----------- |
| 1.          | Abdul Hakim Sani Brown | Japán              | 10,22       | Q, PB       |
| 2.          | Yohan Blake            | Jamaica            | 10,44       | Q           |
| 3.          | Csen-je Hszie          | Kína               | 10,45       | Q           |
| 4.          | Emre Zafer Barnes      | Törökország        | 11,01       | q           |
| 5.          | Emmanuel Callender     | Trinidad és Tobago | 11,91       |             |
| 6.          | Ján Volko              | Szlovákia          | 11,91       |             |
| 7.          | David Lima             | Portugália         | 12,12       |             |
| 8.          | Ambdoul Karim Riffayn  | Comore-szigetek    | 12,12       |             |

| 3. előfutam | 3. előfutam       | 3. előfutam             | 3. előfutam | 3. előfutam |
| Helyezés    | Versenyző         | Ország                  | Idő         | Mj          |
| ----------- | ----------------- | ----------------------- | ----------- | ----------- |
| 1.          | Julian Forte      | Jamaica                 | 9,99        | Q, PB       |
| 2.          | Ben Youssef Meïté | Elefántcsontpart        | 10,02       | Q           |
| 3.          | Reece Prescod     | Nagy-Britannia          | 10,03       | Q, PB       |
| 4.          | Akani Simbine     | Dél-afrikai Köztársaság | 10,15       | q           |
| 5.          | Alex Wilson       | Svájc                   | 10,24       | q           |
| 6.          | Mario Burke       | Barbados                | 10,42       |             |
| 7.          | Hassan Saaid      | Maldív-szigetek         | 10,45       |             |
| Ni          | Andre De Grasse   | Kanada                  | Nem indult  |             |

| 4. előfutam | 4. előfutam          | 4. előfutam      | 4. előfutam | 4. előfutam |
| Helyezés    | Versenyző            | Ország           | Idő         | Mj          |
| ----------- | -------------------- | ---------------- | ----------- | ----------- |
| 1.          | Bink-tian Szu        | Kína             | 10,03       | Q, SB       |
| 2.          | Chijindu Ujah        | Nagy-Britannia   | 10,07       | Q           |
| 3.          | Christopher Belcher  | Egyesült Államok | 10,13       | Q           |
| 4.          | Asuka Cambridge      | Japán            | 10,21       | q           |
| 5.          | Joseph Millar        | Új-Zéland        | 10,31       |             |
| 6.          | Mark Otiene Odhiambo | Kenya            | 10,37       |             |
| 7.          | Jeremy Dodson        | Szamoa           | 10,52       |             |
| Kiz         | Mosito Lehata        | Lesotho          | Kizárva     |             |

| 5. előfutam | 5. előfutam             | 5. előfutam             | 5. előfutam | 5. előfutam |
| Helyezés    | Versenyző               | Ország                  | Idő         | Mj          |
| ----------- | ----------------------- | ----------------------- | ----------- | ----------- |
| 1.          | Justin Gatlin           | Egyesült Államok        | 10,05       | Q           |
| 2.          | Andrew Fisher           | Bahrein                 | 10,19       | Q           |
| 3.          | Kukjung Kim             | Dél-Korea               | 10,24       | Q           |
| 4.          | Keston Bledman          | Trinidad és Tobago      | 10,26       |             |
| 5.          | Gavin Smellie           | Kanada                  | 10,29       |             |
| 6.          | Abdullah Abkar Mohammed | Szaúd-Arábia            | 10,31       |             |
| Kiz         | Thando Roto             | Dél-afrikai Köztársaság | Kizárva     |             |
| Ni          | Chavaughn Walsh         | Antigua és Barbuda      | Nem indult  |             |

| 6. előfutam | 6. előfutam     | 6. előfutam     | 6. előfutam | 6. előfutam |
| Helyezés    | Versenyző       | Ország          | Idő         | Mj          |
| ----------- | --------------- | --------------- | ----------- | ----------- |
| 1.          | Usain Bolt      | Jamaica         | 10,07       | Q           |
| 2.          | James Dasaolu   | Nagy-Britannia  | 10,13       | Q           |
| 3.          | Jimmy Vicaut    | Franciaország   | 10,15       | Q           |
| 4.          | Suhej Tada      | Japán           | 10,19       | q           |
| 5.          | Hasszán Taftian | Irán            | 10,34       |             |
| 6.          | Brendon Rodney  | Kanada          | 10,36       |             |
| 7.          | Warren Fraser   | Bahama-szigetek | 10,42       |             |
| 8.          | Diego Palomeque | Kolumbia        | 10,51       |             |

### Elődöntők
| 1. elődöntő | 1. elődöntő       | 1. elődöntő             | 1. elődöntő | 1. elődöntő |
| Helyezés    | Versenyző         | Ország                  | Idő         | Mj          |
| ----------- | ----------------- | ----------------------- | ----------- | ----------- |
| 1.          | Akani Simbine     | Dél-afrikai Köztársaság | 10,05       | Q           |
| 2.          | Justin Gatlin     | Egyesült Államok        | 10,09       | Q           |
| 3.          | Ben Youssef Meïté | Elefántcsontpart        | 10,12       |             |
| 4.          | Julian Forte      | Jamaica                 | 10,13       |             |
| 5.          | James Dasaolu     | Nagy-Britannia          | 10,22       |             |
| 6.          | Asuka Cambridge   | Japán                   | 10,25       |             |
| 7.          | Csen-je Hszie     | Kína                    | 10,28       |             |
| 8.          | Kukjunk Kim       | Dél-Korea               | 10,40       |             |

| 2. elődöntő | 2. elődöntő            | 2. elődöntő      | 2. elődöntő | 2. elődöntő |
| Helyezés    | Versenyző              | Ország           | Idő         | Mj          |
| ----------- | ---------------------- | ---------------- | ----------- | ----------- |
| 1.          | Yohan Blake            | Jamaica          | 10,04       | Q           |
| 2.          | Reece Prescod          | Nagy-Britannia   | 10,05       | Q           |
| 3.          | Bink-tian Szu          | Kína             | 10,10       | q           |
| 4.          | Jak Ali Harvey         | Törökország      | 10,16       |             |
| 5.          | Christopher Belcher    | Egyesült Államok | 10,20       |             |
| 6.          | Emmanuel Matadi        | Libéria          | 10,20       |             |
| 7.          | Abdul Hakim Sani Brown | Japán            | 10,28       |             |
| 8.          | Alex Wilson            | Svájc            | 10,30       |             |

| 3. elődöntő | 3. elődöntő       | 3. elődöntő        | 3. elődöntő | 3. elődöntő |
| Helyezés    | Versenyző         | Ország             | Idő         | Mj          |
| ----------- | ----------------- | ------------------ | ----------- | ----------- |
| 1.          | Christian Coleman | Egyesült Államok   | 9,97        | Q           |
| 2.          | Usain Bolt        | Jamaica            | 9,98        | Q           |
| 3.          | Jimmy Vicaut      | Franciaország      | 10,09       | q           |
| 4.          | Chijindu Ujah     | Nagy-Britannia     | 10,12       |             |
| 5.          | Suhej Tada        | Japán              | 10,26       |             |
| 6.          | Emre Zafer Barnes | Törökország        | 10,27       |             |
| 7.          | Andrew Fisher     | Bahrein            | 10,36       |             |
| 8.          | Cejhae Greene     | Antigua és Barbuda | 10,64       |             |

### Döntő
| Döntő    | Döntő             | Döntő                   | Döntő | Döntő |
| Helyezés | Versenyző         | Ország                  | Idő   | Mj    |
| -------- | ----------------- | ----------------------- | ----- | ----- |
|          | Justin Gatlin     | Egyesült Államok        | 9,92  | SB    |
|          | Christian Coleman | Egyesült Államok        | 9,94  |       |
|          | Usain Bolt        | Jamaica                 | 9,95  | SB    |
| 4.       | Yohan Blake       | Jamaica                 | 9,99  |       |
| 5.       | Akani Simbine     | Dél-afrikai Köztársaság | 10,01 |       |
| 6.       | Jimmy Vicaut      | Franciaország           | 10,08 |       |
| 7.       | Reece Prescod     | Nagy-Britannia          | 10,17 |       |
| 8.       | Bink-tian Szu     | Kína                    | 10,27 |       |